# BASF Polyurethanes

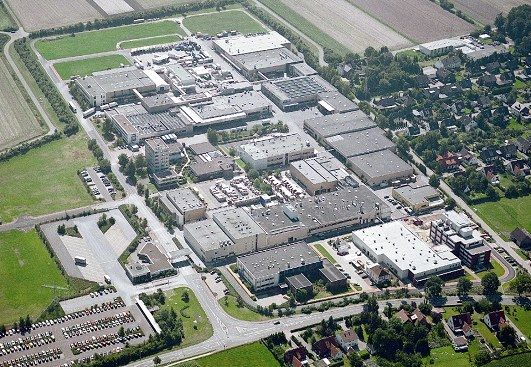
Stammsitz der BASF Polyurethanes GmbH in Lemförde

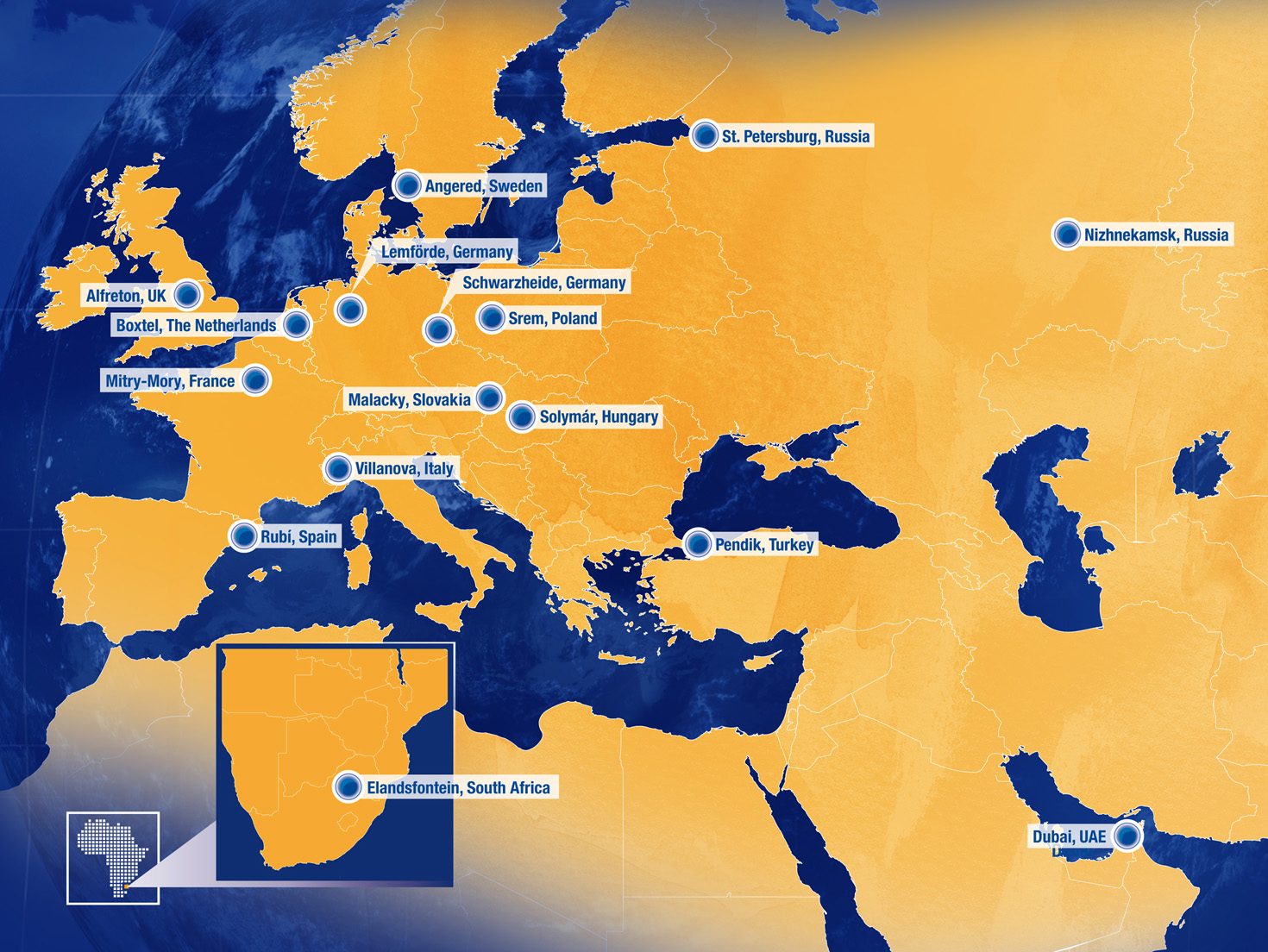
Standorte der PU-Systemhäuser.

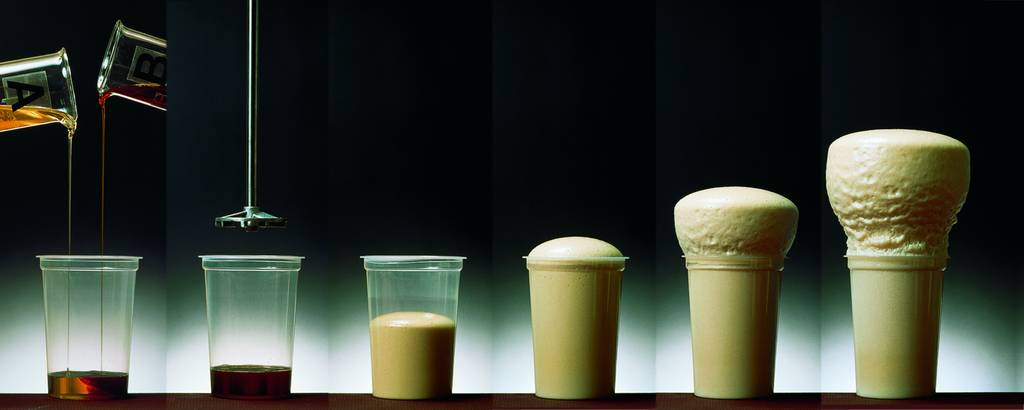
Polyurethan besteht im Wesentlichen aus zwei Rohstofftypen, Isocyanat und Polyol, die aus Rohöl gewonnen werden. Beim Vermischen der beiden Systemkomponenten, die verschiedene Hilfsmittel wie Katalysatoren, Treibmittel oder Stabilisatoren enthalten, entsteht ein reaktionsfähiges Gemisch. Je nach Rezeptur und Mischungsverhältnis kann das Eigenschaftsspektrum des entstehenden Polyurethans exakt reguliert werden.

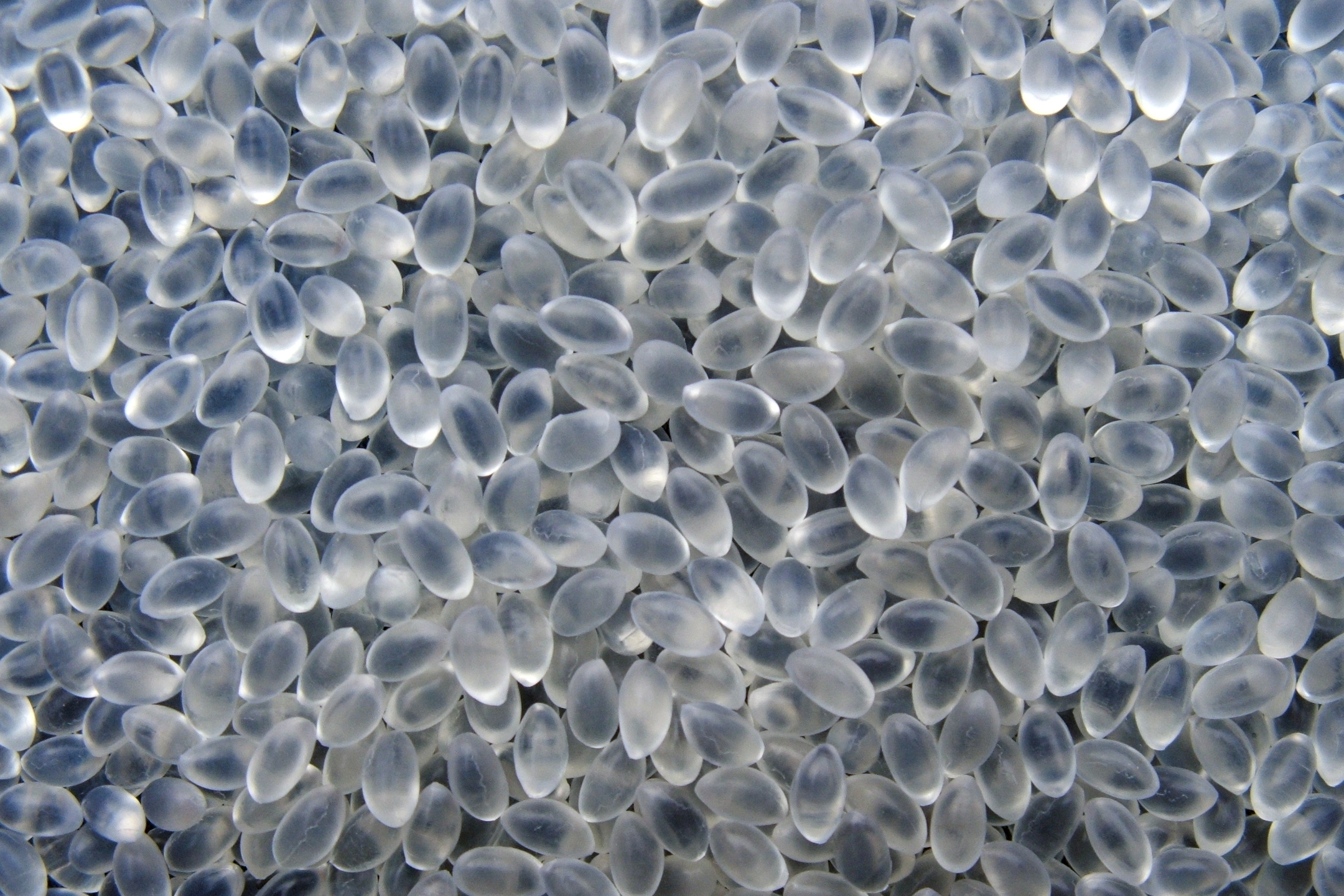
Thermoplastische Elastomere auf Urethanbasis

Die BASF Polyurethanes GmbH (bis 31. März 2010 Elastogran GmbH) ist ein deutscher Hersteller für Kunststoffe und gehört weltweit zu den führenden Unternehmen auf dem Gebiet der Herstellung des Spezialkunststoffes Polyurethan (PU).
Der Firmensitz befindet sich im niedersächsischen Kreis Diepholz in Lemförde. Am Jahresende 2021 beschäftigte das Unternehmen 1.667 Mitarbeiter. Der Umsatz betrug 2,9 Milliarden Euro. Das Unternehmen befindet sich seit 1971 zu 100 Prozent im Besitz der BASF und arbeitet seit über 60 Jahren mit PU-Produkten. Zum Produktspektrum gehören PU-Grundprodukte, PU-Systeme sowie PU-Spezialelastomere.
Als BASF-Tochtergesellschaft hat das Unternehmen im globalen Verbund der Muttergesellschaft Zugriff auf internationale Ressourcen in Forschung, Rohstoffversorgung, Vertrieb, Infrastruktur sowie Finanzen und kann gleichzeitig mit den Strukturen eines mittelständischen Unternehmens operieren.

## Geschichte

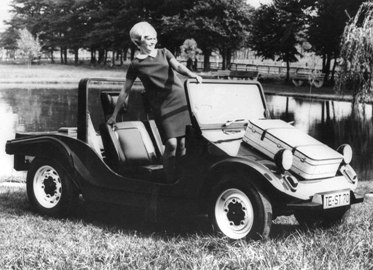
Automobil-Anwendungen, wie hier aus den 1970er Jahren, gehören zum Produktprogramm des Unternehmens.

Die heutige BASF Polyurethanes GmbH wurde am 27. April 1962 ursprünglich unter dem Namen „Elastoplast GmbH“ in Hannover gegründet, am 25. September 1962 in „Elastogran GmbH zur Herstellung elastischer und plastischer Polymere“ umbenannt und nach Lemförde verlegt. Das Unternehmen wurde in der Folge eine Tochtergesellschaft der Elastomer AG aus Chur in der Schweiz und Muttergesellschaft für eine Vielzahl inländischer Beteiligungsgesellschaften.
In den Jahren 1969 und 1971 übernahm die BASF in zwei Schritten die damalige Elastogran-Gruppe, die aus 48 Unternehmen in 11 Ländern bestand. Von 1971 bis 1973 wurde eine neue Organisationsstruktur mit vier Arbeitsgebieten eingeführt. In Anlehnung daran entstand das Unternehmenslogo mit vier ineinander greifenden Winkeln, das heute im BASF Markennamen „PU Solutions Elastogran“ weiter verwendet wird.
Im Jahr 1985 wurde die GmbH gesellschaftsrechtlich als Holding mit zwei 100%igen Tochtergesellschaften neu gegliedert. 1992 wurden die beiden rechtlich selbstständigen Tochtergesellschaften mit der Elastogran GmbH verschmolzen. Im Jahr 2002 entwickelte sich das Unternehmen zu einer europäischen Unternehmensgruppe weiter. 2010 folgte die Umbenennung in BASF Polyurethanes GmbH.

## Produktportfolio
Das Unternehmen entwickelt, produziert und vertreibt:
- PU-Grundprodukte, dazu gehören Produkte für das gesamte PU-Anwendungsspektrum, darunter Polyole, Isocyanate, Katalysatoren und Hilfsstoffe.
- Zu den PU-Systemen zählen gemäß ihrem Eigenschaftsprofil die Palette der Polyurethan-Systeme, die in verschiedene Systemgruppen wie Hart, Weich, Integral oder Kompakt unterteilt sind. Einige der bekanntesten Produkte sind Elastopor, Elastoflex und Elastolit.
- Zu den PU-Spezialelastomeren zählen die thermoplastischen und zelligen Spezialelastomere mit den Markennamen Elastollan® und Cellasto®. Elastollan® verfügt über eine besondere Eigenschaftskombination von Elastizität und Widerstandsfähigkeit, gewährleistet über einen weiten Temperaturbereich. Cellasto®-Bauteile werden nach Angaben des Unternehmens von neun von zehn Automobilherstellern für Dämpfungssysteme im Fahrwerk ihrer Automobile verwendet. Sie schlucken als Zusatzfeder, Anschlagpuffer oder Dämpferlager Schwingungen und vermindern Geräusche.

Die wichtigsten Kunden der Produkte sind den Branchen Automobilbau, Möbelproduktion, Baustoffproduktion, Schuhherstellung, der Elektro- und Chemieindustrie sowie dem Sport und Freizeitbereich zuzurechnen.

## Kooperationen
Ein Beispiel für Kooperation ist die Zusammenarbeit mit dem Institut für Wasserbau der Technischen Universität Hamburg-Harburg im Bereich Küstenschutz. Zusammen wurde ein Polyurethan-Kunststoff unter dem Namen Elastocoast® zum Verkleben von Deichdeckwerken aus Schotter entwickelt, der diese auch bei Überflutung schützt. Erste Deckwerke, wie am Sylter Ellenbogen, sind bereits probeweise verklebt. Sie halten der stürmischen See nach Analysen der Wissenschaftler bisher stand.

## Forschung und Entwicklung
Die weltweite Polyurethan-Forschung der BASF für PU-Systeme und PU-Spezialelastomere wurde 1999 in einem neu errichteten Forschungszentrum in Lemförde mit fast 200 Mitarbeitern im Bereich Forschung, Entwicklung und Anwendungstechnik zusammengefasst. Das Technologiezentrum kooperiert mit anderen auf dem Gebiet der Polyurethane tätigen Unternehmensteilen der BASF-Gruppe in Amerika und Asien.